# Villarzel
Villarzel es una comuna suiza del cantón de Vaud, situada en el distrito de Broye-Vully. Limita al noroeste y sur con la comuna de Valbroye, al noreste con Châtonnaye (FR), y al oeste con Henniez.
La comuna es el resultado de la fusión el 1 de julio de 2006 de las comunas de Villarzel, Rossens y Sédeilles. La comuna hizo parte hasta el 31 de diciembre de 2007 del distrito de Payerne, círculo de Granges-près-Marnand.

## Personalidades
- Rodolphe Rubattel, consejero federal y presidente de Suiza en 1954.

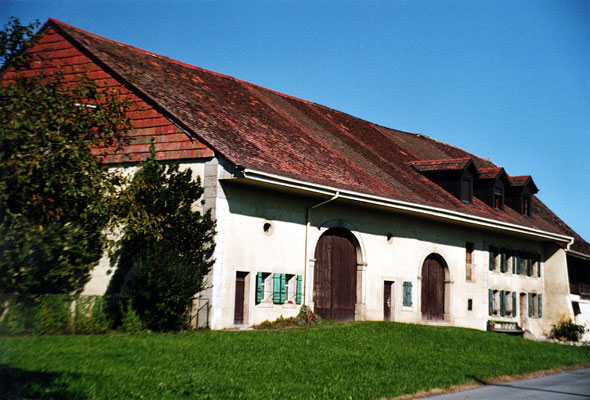
Sédeilles.